# Michael Dickerson
Michael DeAngelo Dickerson (Greenville, 25 giugno 1975) è un ex cestista statunitense.

## Carriera
È stato selezionato dagli Houston Rockets al primo giro del Draft NBA 1998 (14ª scelta assoluta).

## Statistiche

### College
| Anno       | Squadra          | PG  | PT | MP   | TC%  | 3P%  | TL%  | RP  | AP  | PRP | SP  | PP   |
| ---------- | ---------------- | --- | -- | ---- | ---- | ---- | ---- | --- | --- | --- | --- | ---- |
| 1994-1995  | Arizona Wildcats | 29  | 0  | 11,4 | 53,8 | 52,6 | 68,3 | 2,0 | 0,6 | 0,3 | 0,1 | 4,8  |
| 1995-1996  | Arizona Wildcats | 32  | 11 | 23,0 | 43,8 | 34,1 | 73,8 | 3,5 | 1,8 | 0,7 | 0,3 | 11,9 |
| 1996-1997† | Arizona Wildcats | 34  | 34 | 31,7 | 41,2 | 33,1 | 71,2 | 4,5 | 1,5 | 1,1 | 0,1 | 18,9 |
| 1997-1998  | Arizona Wildcats | 35  | 35 | 28,2 | 51,0 | 40,4 | 75,8 | 4,5 | 1,8 | 1,1 | 0,2 | 18,0 |
| Carriera   | Carriera         | 130 | 80 | 24,1 | 45,8 | 36,7 | 72,8 | 3,7 | 1,5 | 0,8 | 0,2 | 13,8 |

### NBA

#### Regular Season
| Anno      | Squadra             | PG  | PT  | MP   | TC%  | 3P%  | TL%  | RP  | AP  | PRP | SP  | PP   |
| --------- | ------------------- | --- | --- | ---- | ---- | ---- | ---- | --- | --- | --- | --- | ---- |
| 1998-1999 | Houston Rockets     | 50  | 50  | 31,2 | 46,5 | 43,3 | 63,9 | 1,7 | 1,9 | 0,5 | 0,2 | 10,9 |
| 1999-2000 | Vancouver Grizzlies | 82  | 82  | 37,8 | 43,6 | 40,9 | 83,0 | 3,4 | 2,5 | 1,4 | 0,5 | 18,2 |
| 2000-2001 | Vancouver Grizzlies | 70  | 69  | 37,4 | 41,7 | 37,4 | 76,3 | 3,3 | 3,3 | 0,9 | 0,4 | 16,3 |
| 2001-2002 | Memphis Grizzlies   | 4   | 4   | 31,0 | 31,3 | 38,1 | 83,3 | 3,0 | 2,3 | 0,8 | 0,3 | 10,8 |
| 2002-2003 | Memphis Grizzlies   | 6   | 1   | 14,5 | 41,7 | 36,4 | 100  | 1,0 | 1,3 | 0,8 | 0,2 | 4,8  |
| Carriera  | Carriera            | 212 | 206 | 35,3 | 43,2 | 40,2 | 78,4 | 2,9 | 2,6 | 1,0 | 0,4 | 15,4 |

#### Playoffs
| Anno     | Squadra         | PG | PT | MP   | TC%  | 3P%  | TL%  | RP  | AP  | PRP | SP  | PP  |
| -------- | --------------- | -- | -- | ---- | ---- | ---- | ---- | --- | --- | --- | --- | --- |
| 1999     | Houston Rockets | 4  | 4  | 20,5 | 27,3 | 37,5 | 50,0 | 1,0 | 0,8 | 0,5 | 0,8 | 4,3 |
| Carriera | Carriera        | 4  | 4  | 20,5 | 27,3 | 37,5 | 50,0 | 1,0 | 0,8 | 0,5 | 0,8 | 4,3 |

## Palmarès
- Campione NCAA (1997)
- NCAA AP All-America Third Team (1998)
- NBA All-Rookie Second Team (1999)